# إل جي جي2
إل جي جي2 (بالإنجليزية: LG G2) هو هاتف ذكي من إل جي أليكترونيكس يعمل بنظام أندرويد، تم طرحه في الأسواق في 12 سبتمبر 2013.

## الخصائص
- نظام التشغيل: أندرويد
- الشاشة: 1920×1080
- الوزن: 143 غ (5.0 أونصة)
- المعالج: 2,6 جيجا هرتز رباعي النواة
- الذاكرة: 2 جيجابايت
- التخزين: 16/32 جيجابايت